# كلودا الشمالي
كلودا الشمالي (20 أغسطس 1974 -)، مغنية لبنانية

## حياتها
ولدت في درعون وعاشت طفولتها فيها والدها الياس ووالدتها اليس، كانت تحب الغناء والعزف على الآلات الموسيقية بأنواعها 

## حياتها الخاصة
تزوجت من «سمير أبو نصر» الذي كان يتولى توقيع العقود مع الفنانين الذين يتعاونون مع المخرج سيمون أسمر  ورزقت منه بولد وبنت 

## مشوارها المهني
بدات الغناء عام 1988 شاركت في برنامج الهواة ستديو الفن عام 1992، حصلت على الميدالية الذهبية فئة الأغنية الجبلية اللبنانية ، اشتهرت بغنائها للون الجبلي، دخلت الساحة الفنية بداية التسعينات أول أعمالها كانت أغنية «ستي حوا» من كلمات ميشال حداد وألحان رفيق حبيقة، أول ألبوماتها كان بعنوان «يلا ياليل» عام 1994 وأحيت الكثير من الحفلات في لبنان سوريا والأردن كما شاركت في العديد من المهرجانات العربية
بآخر ألبوماتها صدر عن شركة روتانا عام 2006 قبل أسبوع من حرب تموز"
عام 2011 أصدرت أغنية بعنوان"بوسة قاتولية وصورتها مع المخرج "جان ريشا " ومنع الكليب من العرض ليعرض فقط على ال بي سي بسبب الملابس والحركات الجرئية وتلقت انتقادا واسعا لكونها فنانة ذات خطى محافظ
طرحت بعدها أغنيتين سينغل الأولى “أشقيت جروح” والثانية كانت في أواخر سنة 2014 بعنوان “ضغطي أشط”(من كلمات وألحان: سليم عساف؛ وتوزيع: روجيه خوري)  ابتعدت عن الفن بسبب قلة تسليط الضوء عليها وعدم توفر منتج لأعمالها وأشيع خبر اعتزالها بسبب اصابتها بسبب مرض السرطان لكن نفته 
في عام 2016 عادت للساحة بأغنية منفردة بعنوان «الحكي المضبوط» من كلمات رياض العلي والحان وتوزيع طلال الداعور وصورتها على طريقة الفيديوكليب. في فبراير 2022 أصدرت أغنية باللهجة المصرية بعنوان «ست الكل» من كلمات وألحان عزيز الشافعي وإخراج جان ريشا من إنتاج شركة ميوزيك بوكس

## ألبومات
| العام | الألبوم            | المنتج     |
| ----- | ------------------ | ---------- |
| 1994  | بتنطرني على غلطة   | ميوزك بوكس |
| 1995  | يلا ياليل          | ريلاكس إن  |
| 1995  | ما بدي لولو وياقوت | ريلاكس إن  |
| 1999  | مين أصدق           | ميوزك بوكس |
| 1996  | قوي قلبك           | ميوزك بوكس |
| 1997  | حبيب الروح         | ميوزك بوكس |
| 1998  | آخر خبر            | ميوزك بوكس |
| 2006  | فرضا حبيت          | روتانا     |

## أغاني مصورة
| الأغنية               | المخرج            | المنتج      |
| --------------------- | ----------------- | ----------- |
| بتنطرني على غلطة شهور |                   | ميوزيك بوكس |
| مين أصدق              | مروان بركات       | ميوزيك بوكس |
| يا حبيب الروح         | شارل صوايا        | ميوزيك بوكس |
| دق القمر              | شارل صوايا        | ميوزيك بوكس |
| ويلي يا ويلي          | شارل صوايا        | ميوزيك بوكس |
| بتطلع فيك             | ميرنا خياط        | ميوزيك بوكس |
| على هونك              | ميرنا خياط        | ميوزيك بوكس |
| طول بالك              | ميرنا خياط        | ميوزيك بوكس |
| آخر انذار             | هشام إسماعيل      | إم بي سي    |
| بيكفي تغيب            | جميل جميل المغازي | إنتاج خاص   |
| فرضا حبيت             | جميل جميل المغازي | روتانا      |
| ودن دون               | جميل جميل المغازي | روتانا      |
| يا شب                 | جميل جميل المغازي | روتانا      |
| غريب يا بي            | مي الياس          | إنتاج خاص   |
| بوسة قاتولية          | جان ريشا          | إنتاج خاص   |
| الحكي المزبوط         | جان ريشا          | إنتاج خاص   |
| ست الكل               | جان ريشا          | ميوزيك بوكس |

### أغاني منفردة
- هلا فيكي هلا سنة 1995
- عمرلي بيت سنة 1999
- طيب معليش
- ضيعتنا
- بيكفي تغيب 2005
- غريب يابيَ سنة 2010
- بوسة قاتولية سنة 2011
- شقيت جروح 2014
- ضغطي قشط 2014 [13]
- الحكي المضبوط 2016
- راحو الغوالي 2018
- ست الكل 2022